# Фарго (Северная Дакота)
Фа́рго (англ. Fargo) — город в США, крупнейший город штата Северная Дакота и административный центр округа Касс. Основан в 1871 году.

## История
На территории, где сейчас расположен город, в 70-х — 80-х годах XIX века была пристань для пароходов . Первоначально город назывался Centralia, но позднее он был переименован в честь Уильяма Фарго, директора Northern Pacific Railway, с приходом которой и началось его развитие.
В 1880-х годах был известен как «столица разводов» из-за своего мягкого законодательства.
Сильный пожар 7 июня 1893 года уничтожил сотни домов и лавок, однако город был быстро отстроен заново. Появились кирпичные дома, новые улицы, водопровод. В 1890 году был основан The North Dakota State Agricultural College, с 1960 года известный как North Dakota State University.

## Климат
Фарго имеет переходный от умеренно континентального к резко континентальному климат, который можно сравнить с климатом в Оренбурге. Зимы в городе очень холодные (особенно по американским меркам), но не особо затяжные, а лето, напротив — очень жаркое. Континентальность климата настолько высока, что разница между рекордно высокой (+45,6 °C) и рекордно низкой (−44,4 °C) температурами составляет 90 °C (для сравнения, в Москве — «всего» 80 °C).
| Показатель                | Янв.  | Фев.  | Март  | Апр. | Май  | Июнь | Июль | Авг. | Сен. | Окт. | Нояб. | Дек.  | Год   |
| ------------------------- | ----- | ----- | ----- | ---- | ---- | ---- | ---- | ---- | ---- | ---- | ----- | ----- | ----- |
| Абсолютный максимум, °C   | 12,8  | 18,9  | 26,7  | 37,8 | 40,0 | 40,0 | 45,6 | 41,1 | 38,9 | 33,9 | 23,3  | 18,3  | 45,6  |
| Средний максимум, °C      | −7,6  | −4,6  | 2,4   | 13,2 | 20,7 | 25,2 | 28,1 | 27,3 | 21,6 | 13,3 | 2,9   | −5,4  | 11,4  |
| Средняя температура, °C   | −12,6 | −9,7  | −2,3  | 6,8  | 13,9 | 19,0 | 21,7 | 20,7 | 15,1 | 7,5  | −1,8  | −9,9  | 5,7   |
| Средний минимум, °C       | −17,7 | −14,7 | −7    | 0,4  | 7,2  | 12,7 | 15,3 | 14,1 | 8,6  | 1,7  | −6,5  | −14,5 | 0,0   |
| Абсолютный минимум, °C    | −44,4 | −43,9 | −36,7 | −25  | −10  | −2,2 | 2,2  | 0,0  | −8,3 | −20  | −32,8 | −37,8 | −44,4 |
| Норма осадков, мм         | 18    | 16    | 33    | 35   | 71   | 99   | 71   | 65   | 65   | 55   | 25    | 21    | 574   |
| Источник: Погода и климат |       |       |       |      |      |      |      |      |      |      |       |       |       |

## География
Через город проходят межштатные автомагистрали Interstate 29 и Interstate 94.

## В культуре
- «Фарго» — фильм братьев Коэн.
- «Фарго» — драматический телесериал-антология, снятый для канала FX Ноем Хоули